# Global Defence Force Tactics
A Global Defence Force Tactics (THE地球防衛軍タクティクス) PlayStation 2-es körökre osztott stratégiai videójáték, melyet a thinkArts fejlesztett.
A játék egyéb címeken is ismert, így Earth Defense Force Tactics néven Észak-Amerikában, Simple 2000 Series Vol. 103: The Csikjú Bóeigun Tactics néven Japánban, illetve Global Defense Force Tactics néven Európában.

## Játékmenet
A játékosok egy GDF parancsnok szerepét ölthetik magukra és GDF egységeket vezényelhetnek körökre osztott rendszerben hatalmas bogárinvázió visszaverése érdekében. A küldetések kétdimenziós rácsokra osztott terepeken zajlanak, ahol a támadásokat rövid animációs jelenetekkel ábrázolnak.
A játékban 50 pálya, illetve 250 fegyver van.